# André Vlerick
André Jozef Arthur (Dries) baron Vlerick (Kortrijk, 11 september 1919 – Beernem, 3 december 1990) was een Belgisch politicus, een zakenman, professor en de oprichter van Vlaanderens eerste businessschool.

## Afkomst
André Vlerick was lid van de familie Vlerick en afkomstig uit een Franstalig milieu en had zijn wortels in Kortrijk. Zijn familie behoorde tot de bourgeoisie. Hoewel hij thuis Frans sprak, werd hij op school al vroeg aangesproken door de ontvoogdingsstrijd van de Vlamingen. Velen zagen hier aanvankelijk louter een manier in van hem om zich af te zetten tegen zijn ouders.

## Academische carrière
Vlerick ging in 1937 aan de Katholieke Universiteit Leuven studeren. Hij werd er in 1941 baccalaureus in de thomische wijsbegeerte, in 1942 doctor in de rechten en in 1943 licentiaat in de staats- en sociale huishoudkunde. Hij koos bewust voor een carrière in de academische wereld. Van 1943 tot 1945 was hij assistent van de Leuvense hoogleraar Gaston Eyskens. Daarna studeerde hij van 1945 tot 1946 economie aan de Universiteit van Cambridge.
Zijn uitgesproken academische kennis lag aan de basis van zijn snelle eerste succes. In 1948 werd hij adviseur en in 1949 directeur-generaal van het Belgisch Bestuur voor Economische Samenwerking.  Hij was amper 30 jaar oud toen hij mee het Marshallplan in België en Luxemburg vorm mocht geven. Dit was voor hem de kans om zijn ontsproten Vlaamsgezindheid te ondersteunen. Vlerick nam de Vlaamse economische situatie van het moment onder de loep en baseerde de implementatie van het Marshallplan in Vlaanderen vooral op zijn eigen analyses.
Van 1953 tot 1957 was Vlerick docent en vanaf 1957 gewoon hoogleraar economie aan de Rijksuniversiteit Gent. Hij stichtte er een seminarie voor productiviteitsstudie en -onderzoek, dat later opging in de Vlerick Business School.

## Financiële carrière
In 1953 werd André Vlerick - op voordracht van zijn oud-professor Fernand Collin - bestuurder van de Kredietbank. Tussen 1957 en 1982 nam hij dan weer de leiding op zich van Investco, een "slapende vennootschap" die hij drastisch uitbreidde. Tegen zijn vertrek uit Investco was deze vennootschap een van de grootste verstrekkers van risicokapitaal aan Vlaamse ondernemingen. Op deze wijze trachtte Vlerick de Vlaamse economie verder op te bouwen. Ook was hij vanaf 1952 beheerder van de Economische Raad van Vlaanderen en vanaf 1957 bestuurder van het Vlaams Economisch Verbond.
In 1960 zag André Vlerick de problemen en opportuniteiten van de Kongolese Dipenda. De oud-kolonialen werden door hem warm ontvangen en werden via zijn nieuw opgericht "vormingsinstituut" geherintegreerd in de Belgische economie. Dit instituut zal voortdurend uitbreiding nemen en uiteindelijk uitgroeien tot de huidige Vlerick Leuven Gent Management School, een van Vlaanderens meest gerenommeerde managementscholen naar Amerikaans model.
In 1976 speelde André Vlerick een belangrijke rol in de redding van de failliete krant De Standaard en de daarmee gepaard gaande oprichting van de Vlaamse Uitgeversmaatschappij. Emotionele redenen waren hierbij van belang: Vlericks schoonvader Gustave Sap had een belangrijke rol gespeeld in de geschiedenis van De Standaard, waarvan hij vanaf 1927 hoofdaandeelhouder was. Ook was hij van 1981 tot 1989 voorzitter van de raad van beheer van de Kredietbank in opvolging van Gaston Eyskens.
Bij haar overlijden in 2001 schonk de weduwe van André Vlerick 51 miljoen euro aan de Vlerick Leuven Gent Management School. Ondanks het feit dat het echtpaar geen kinderen had, duurde het uiteindelijk tot 2010 vooraleer de overdracht voltooid was. Er waren immers 45 familieleden (broers, zussen, neven, nichten) die inspraak hadden.

## Politieke carrière
In 1968 weigerde Vlerick het voorzitterschap van het VEV om staatssecretaris voor streekeconomie te worden in de Regering-G. Eyskens IV, wat hij bleef tot in 1972. In deze functie legde hij de basis voor de oprichting van de Gewestelijke Economische Raad voor Vlaanderen. In 1972 kreeg hij een volwaardige ministerpost. Hij werd minister van Financiën in de Regering-G. Eyskens V en bleef dit tot in 1973.
Van 1971 tot 1977 zetelde hij voor de CVP in de Belgische Senaat: van 1971 tot 1974 als provinciaal senator van Oost-Vlaanderen en van 1974 tot 1977 als gecoöpteerd senator. In de periode december 1971-april 1977 had hij als gevolg van het toen bestaande dubbelmandaat ook zitting in de Cultuurraad voor de Nederlandse Cultuurgemeenschap, die op 7 december 1971 werd geïnstalleerd en de verre voorloper is van het Vlaams Parlement.

## Lobbywerk en kritiek
Later kwam André Vlerick weliswaar in opspraak wegens zijn standpunten over de apartheid in Zuid-Afrika. Samen met Wim Jorissen, Léon Rochtus, Karel Dillen, Bob Maes en Jef Valkeniers stond Vlerick mee aan de wieg van Protea, een "vriendschapsvereniging" die "objectieve informatie" over het apartheidsbestel verspreidde en dit regime alzo ondersteunde.

## Citaten
- C’est le seul défaut dont je me corrige tous les jours un peu ("Het is de enige fout die ik elke dag een beetje bijstuur"): over zijn uitzonderlijk jonge leeftijd tijdens zijn eerste topfunctie binnen het Marshallplan.
- La modestie est le seul défaut que je n’ai pas ("Bescheidenheid is het enige gebrek dat ik niet heb"): over het weigeren van het VEV-voorzitterschap en het aanvaarden van zijn ministerschap.
- Don't come with questions, come with suggestions ("kom niet met vragen, kom met suggesties") – citaat door prof. Muller-Malek in  de les (n.a.v. het overlijden in 1990).

## Trivia
- André Vlerick werd in 1986 in de erfelijke adel verheven en kreeg de persoonlijke titel van baron. Hij koos als lijfspreuk Vrij en Vrank.
- De gezamenlijke managementschool van de Universiteit Gent en de Katholieke Universiteit Leuven draagt nog steeds zijn naam, de Vlerick Business School.
- Hij was gehuwd met Cécile Sap, een dochter van Gustave Sap.